# 보아디둥근잎박쥐
보아디둥근잎박쥐(Hipposideros boeadii)는 잎코박쥐과에 속하는 박쥐의 일종이다. 술라웨시섬의 토착종이다.

## 특징
작은 박쥐로 머리와 전완장은 40.5mm와 42.7mm이다. 꼬리 길이는 16~21mm, 발 길이는 6.9~8.7mm, 귀 길이는 16.5~18mm이다. 몸무게는 최대 8.5g이다.